# Златар Бистрица
Златар Бистрица је насељено место и седиште општине у Крапинско-загорској жупанији, Хрватска. До територијалне реорганизације у Хрватској налазила се у саставу бивше велике општине Златар-Бистрица.

## Попис1991.
На попису становништва 1991. године, насељено место Златар-Бистрица је имало 1.554 становника, следећег националног састава:
| Попис 1991.‍   | Попис 1991.‍  | Попис 1991.‍ | Попис 1991.‍ | Попис 1991.‍ |
| ------------- | ------------ | ----------- | ----------- | ----------- |
|               |              |             |             |             |
| Хрвати        | Хрвати       |             | 1.501       | 96,58%      |
| Југословени   | Југословени  |             | 12          | 0,77%       |
| Срби          | Срби         |             | 11          | 0,70%       |
| Словенци      | Словенци     |             | 5           | 0,32%       |
| Албанци       | Албанци      |             | 3           | 0,19%       |
| Руси          | Руси         |             | 2           | 0,12%       |
| Словаци       | Словаци      |             | 1           | 0,06%       |
| остали        | остали       |             | 1           | 0,06%       |
| неопредељени  | неопредељени |             | 11          | 0,70%       |
| непознато     | непознато    |             | 7           | 0,45%       |
| укупно: 1.554 |              |             |             |             |